# أورام الأنسجة المولدة للدم والأنسجة اللمفاوية
تعد أورام الأنسجة المكونة للدم والأنسجة اللمفاوية من الأورام الخبيثة التي تؤثر على الدم ونقي العظم والجهاز اللمفاوي. ترتبط هذه الأنسجة ببعضها ارتباطًا وثيقًا عن طريق الجهاز الوعائي والجهاز المناعي، ولذلك تؤثر الأمراض التي تصيب أحد هذه الأنسجة على بقية الأنسجة والمكونات أيضًا، وتكون أمراض نقي العظم والجهاز اللمفاوي بما فيها السرطان مرتبطة ببعضها ارتباطًا وثيقًا ومتداخلة إلى حدٍّ كبير.
لا تعتبر الطفرات الوراثية سببًا شائعًا لحدوث الأورام الخبيثة الصلبة، لكنها سبب مهم وشائع لأورام نقي العظم والجهاز اللمفاوي، ما يؤدي إلى ضرورة اتباع طريقة مختلفة في تشخيص وعلاج هذه الأورام.
أورام الأنسجة المكونة للدم والأنسجة اللمفاوية هي أورام خبيثة، وتعالج من قبل أطباء الأورام وأطباء الدم، وتعتبر هذه التخصصات في بعض الجامعات تخصصًا فرعيًا من الطب الباطني، في حين أنها اختصاص مستقل في جامعات أخرى.
تنشأ أورام الدم الخبيثة من النوعين الرئيسين لخلايا الدم: الخلايا اللمفاوية والخلايا النقوية. تتكاثر الخلايا النقوية لتعطي: الخلايا المحببة وخلايا الدم الحمراء والصفيحات الدموية والخلايا البدينة، بينما تعطي الخلايا اللمفاوية الجذعية: الخلايا اللمفاوية البائية والتائية والخلايا البلازمية والخلايا اللمفاوية القاتلة، ولذلك تصنف الأورام اللمفاوية وسرطان الدم اللمفاوي من سرطانات الأنسجة اللمفاوية، في حين أن سرطان الدم النقوي الحاد والمزمن ومتلازمات خلل التنسج النقوي وأمراض التكاثر النقوي من أورام الأنسجة النقوية المكونة للدم.

## التشخيص
تشمل التحاليل المخبرية الأساسية لتشخيص أورام الدم: تعداد الدم الكامل واللطاخة الدموية، إذ يمكن أن تظهر الخلايا الخبيثة بطرق عديدة خلال الفحص المجهري. يمكن في الحالات التي تحدث فيها ضخامة عقد لمفاوية أخذ خزعة جراحية من العقدة اللمفاوية ودراستها. تعتبر خزعة نقي العظم جزءًا أساسيًا من طريقة تشخيص هذه الأمراض. تفحص جميع العينات مجهريًا لتحديد طبيعة الورم الخبيث، ويمكن تصنيف هذه الأمراض عن طريق الأصل الخلوي والتنميط المناعي وطرق أخرى متنوعة.

### التصنيف
كانت الأورام الدموية الخبيثة تُقسم في الغالب اعتمادًا على ما إذا كان الورم الخبيث موجودًا في الدم (اللوكيميا) أو في الغدد اللمفاوية (الأورام اللمفاوية)، لكن تصنيف منظمة الصحة العالمية الذي نشر عام 2001، وحُدِّث في أعوام 2008 و2016 يركز بشكل أكبر على نوع السلالة الخلوية للورم.

## العلاج
يشمل علاج أورام الأنسجة المكونة للدم والأنسجة اللمفاوية المراقبة في بعض الحالات، أما إذا كانت الأعراض شديدة يمكن اللجوء للعلاج الكيميائي والشعاعي والمناعي، وزرع نقي العظم في بعض الحالات، ويُستخدم ريتوكسيماب لعلاج الأورام الدموية الخبيثة المشتقة من الخلايا البائية.

### المتابعة
قد يحقق العلاج هجوعًا كاملًا أو جزئيًا للمرض، وفي هذه الحالة يجب مراقبة المريض بشكل دوري لاكتشاف أي نشاط ورمي جديد. تشمل المتابعة فحصًا سريريًا ومخبريًا مع مراقبة أعضاء الجسم الأخرى كالكبد والرئتين.

## وبائيات
تمثل أورام الدم الخبيثة 9.5% من مجمل حالات الأورام الخبيثة المُشخصة في الولايات المتحدة، وتُشخص 30 ألف إصابة جديدة بأورام الدم الخبيثة في المملكة المتحدة كل عام، وتعتبر الأورام اللمفاوية أكثر أنواع سرطان الدم شيوعًا.